# Jürgen Marcus
Jürgen Marcus, egentligen Jürgen Beumer, född 6 juni 1948 i Herne, död 17 maj 2018 i München, var en tysk sångare som representerade Luxemburg i Eurovision Song Contest 1976 med låten Chansons pour ceux qui s'aiment.
Sitt genombrott fick Marcus 1972 med låten Eine neue Liebe ist wie ein neues Leben. Andra kända tyskspråkiga låtar som han framförde var Ein Festival der Liebe, Schmetterlinge können nicht weinen, Davon stirbt man nicht, Engel der Nacht och Schlaf heut' hier.
Marcus avled 2018 i den kroniska lungsjukdomen KOL.